# Friedrich Moritz von Nostitz-Rieneck
Friedrich Moritz von Nostitz-Rieneck (* 4. Oktober 1728; † 19. November 1796 in Wien) war ein kaiserlicher Feldmarschall, Kämmerer, Geheimrat und Präsident des Hofkriegsrates.

## Herkunft
Er stammte aus einem alten Lausitzer Geschlecht, das im 16. Jahrhundert nach Böhmen übersiedelte. Seine Eltern waren der Geheimrat Graf Franz Wenzel von Nostitz-Rieneck (1697–1765) und dessen Ehefrau die Gräfin  Katharina Elisabeth von Schönborn (1692–1777). Der Gelehrte Franz Anton von Nostitz-Rieneck war sein Bruder.

## Leben
Er diente bis 1759 im Kürassierregiment Conte Luquesi und wurde im gleichen Jahr zum Oberst und Generaladjutant bei Feldmarschall Leopold Joseph von Daun befördert. 1763 wurde er nach Ungarn abkommandiert. Drei Jahre später wurde er Generalmajor und 1767 Inhaber eines Kürassierregiments. 1773 erhielt Nostitz-Rieneck seine Beförderung zum Feldmarschallleutnant. Bei Ausbruch des Bayerischen Erbfolgekrieges kam er zur Armee nach Böhmen. 1785 wurde er General der Kavallerie und Kommandant der Trabantenleibgarde und der Hofburgwache.
1791 setzte Kaiser Leopold II. eine Kommission zur Untersuchung des bestehenden Militärsystems ein, in der Kronprinz Erzherzog Franz den Vorsitz führte. Nach dessen Regierungsantritt 1792 wurde Nostitz-Rieneck Präsident dieser Kommission. Die Arbeit während dieser Zeit ist in den sogenannten Notzschen Akten, eine Sammlung seiner Berichte und Protokolle, im k.k. Kabinettsarchiv hinterlegt.
Am 12. Mai 1796 wurde Friedrich Moritz von Nostitz-Rieneck zum Feldmarschall (nach anderen Quellen am 15. Mai 1796) und Präsident des Hofkriegsrates ernannt, ein Amt, das er nur wenige Monate ausüben konnte. Er starb bereits am 19. November 1796, 68-jährig, in Wien. Für seine Verdienste erhielt er 1790 den Orden vom Goldenen Vlies.

## Wappen

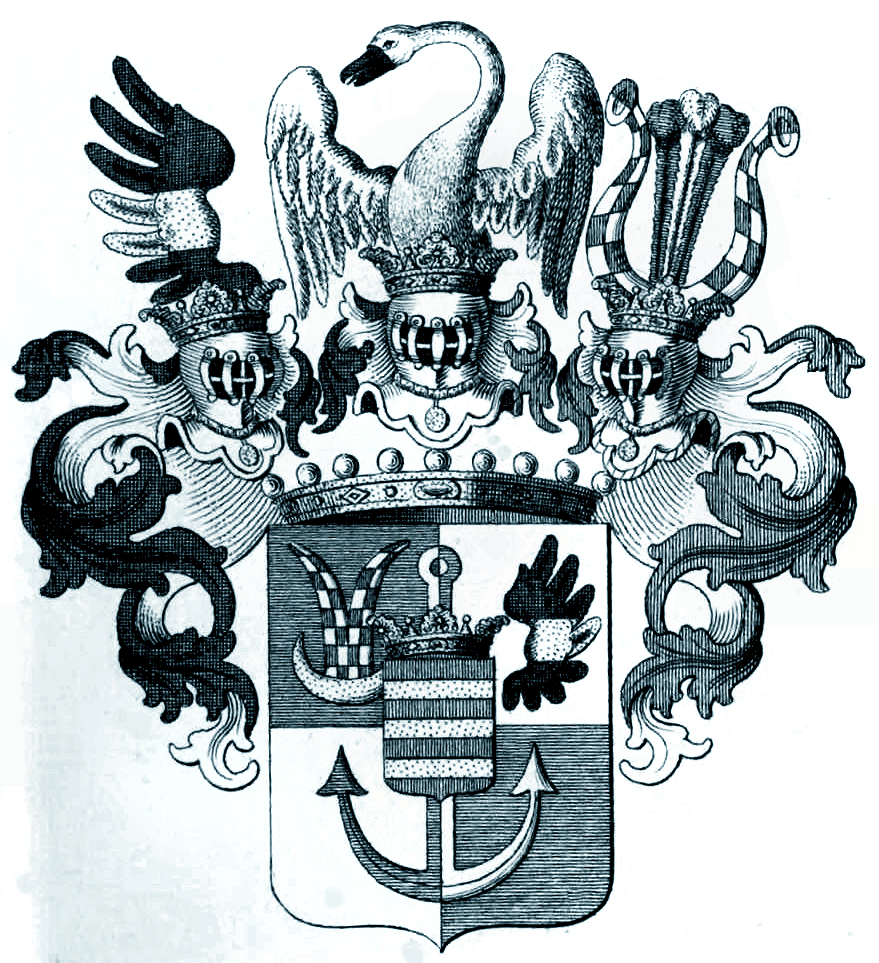
Wappen der Grafen von Nostitz und Rieneck

1651: Quadrierter Schild mit gekröntem roten Herzschild, darin drei goldene Balken (Grafschaft Rieneck). Im ersten Feld in Blau auf goldnem Halbmond zwei auswärtsgekrümmte, rot und silbern geschachtete Hörner mit den Spitzen nach unten. Im zweiten Feld in Silber ein schwarzer Adlerflügel belegt mit einem goldenen Balken. Auf der Schildesteilung liegt ein Anker, der unten im dritten silbernen Felde blau, im vierten, blauen aber golden ist. Eine Grafenkrone bedeckt den Schild, darauf ruhen drei gekrönte Helme. Auf dem rechten mit schwarz-silbernen Decken der mit dem Balken belegte Adlerflügel, auf dem mittleren mit rechts schwarz-silbernen, links rot-silbernen Decken ein flugbereiter silberner Schwan (Rieneck), auf dem linken mit rot-silbernen Decken zwei von Silber und Rot geschachtete Büffelhörner, dazwischen drei Straußenfedern blau, golden und blau.